# Amaury II de Chypre
Pour les articles homonymes, voir Amaury II et Amaury.
Amaury II de Lusignan, né vers 1272, assassiné en 1310, seigneur de Tyr (1284-1291),  gouverneur et régent de Chypre (1306-1310), fils d'Hugues III de Chypre et d'Isabelle d'Ibelin.

## Biographie
En 1284, Amaury reçut la seigneurie de Tyr que son frère ainé le roi Henri II de Chypre avait reprise à la mort d'Onfroy de Montfort. Il tenta en 1299 un débarquement à Tortose, mais sans succès.
En 1306 Amaury conspira avec les Templiers contre son frère le roi Henri II pour l'écarter du trône. Amaury prit le titre de gouverneur et régent de Chypre, plutôt que celui de roi. Henri fut exilé en Arménie, dont le roi Oshin était le beau-frère d'Amaury. Amaury, qui persécutait les barons loyalistes, fut assassiné le 5 juin 1310. Oshin libéra alors Henri, qui revint à Chypre et retrouva son trône.

## Mariage et descendance
Amaury épousa en 1292 Isabelle, fille de Léon III, roi d'Arménie, et eut :
- Hugues (mort en 1323), seigneur de Crusoche ;
- Henri, assassiné en Arménie avant 1323 ;
- Guy (mort en 1344), gouverneur de Serre, roi d'Arménie sous le nom de Constantin II ;
- Jean (mort en 1343), connétable et régent d'Arménie ;
- Bohémond (mort en 1344), seigneur de Korikos ;
- Marie, mariée à Léon IV, roi d'Arménie.